# Tamás Darnyi
Tamás Darnyi [ˈtɒmaːʃ ˈdɒrɲi] (* 3. Juni 1967 in Budapest) ist ein ehemaliger ungarischer Schwimmer.
Er ist einer der erfolgreichsten Allround-Schwimmer in der Geschichte des Schwimmsports. Bei den Olympischen Spielen 1988 und 1992 gewann er über 200 Meter und 400 Meter Lagen jeweils die Goldmedaille. Das gleiche Kunststück gelang ihm in den Jahren 1986 und 1991 bei den Schwimmweltmeisterschaften. In diesen beiden Jahren wurde er zudem zum Welt-Schwimmer des Jahres gewählt. Außer vier Olympiasiegen und vier Weltmeistertiteln gewann Darnyi acht Europameistertitel.

## Karriere
Tamás Darnyi begann im Alter von sechs Jahren mit dem Schwimmsport, nachdem sein Vater eine Zeitungsanzeige gelesen hatte, in der für Schwimmunterricht geworben wurde. Sein Training leitete Tamás Szechy, der bereits András Hargitay und Zoltán Verrasztó zu Weltrekordlern über 400 Meter Lagen gemacht hatte. Darnyi gewann in den frühen 1980er Jahren mehrere Titel im Lagenschwimmen bei Junioren-Europameisterschaften. Unterbrochen wurde sein Aufstieg in die Weltklasse durch einen Unfall, bei dem ihn ein Schneeball im linken Auge getroffen hatte. Nach vier Operationen mit Lasertechnik konnte seine Sehfähigkeit auf den linken Auge zu 50 % wieder hergestellt werden.
Sein internationaler Durchbruch in der Erwachsenenklasse gelang Darnyi bei den Schwimmeuropameisterschaften 1985 in Sofia, als er erstmals beide Titel auf den Lagenstrecken gewann. Im Jahr darauf siegte er auf beiden Strecken bei den Weltmeisterschaften in Madrid. 1987 in Straßburg verteidigte Darnyi seine Europameistertitel auf beiden Lagenstrecken. Dabei verbesserte er sowohl den Weltrekord über 200 Meter Lagen als auch den über 400 Meter Lagen. Beide Weltrekorde unterbot er im Jahr darauf bei den Olympischen Spielen in Seoul. Über 400 Meter siegte Darnyi vor David Wharton aus den Vereinigten Staaten. Wharton war Darnyis Vorgänger als Weltrekordler auf der 400-Meter-Strecke und unterbot 1989 Darnyis 200-Meter-Weltrekord.
1989 bei den Europameisterschaften in Bonn gewann Darnyi zum dritten Mal in Folge den Titel auf den beiden Lagenstrecken. Zusätzlich gewann er auch den Titel über 200 Meter Schmetterling. Anfang 1991 fanden die Weltmeisterschaften in Perth statt. Darnyi gewann die Titel über beide Lagenstrecken in neuer Weltrekordzeit. Über 200 Meter Schmetterling erkämpfte er die Bronzemedaille hinter Melvin Stewart aus den Vereinigten Staaten und dem Deutschen Michael Groß. Bei den Olympischen Spielen 1992 in Barcelona erschwamm Darnyi wie vier Jahre zuvor in Seoul die Goldmedaille auf beiden Lagenstrecken. 1993 gewann er bei den Europameisterschaften in Sheffield noch einmal den Titel über 400 Meter Lagen. Danach beendete er seine Karriere, seine Weltrekorde wurden 1994 bei den Weltmeisterschaften in Rom unterboten.

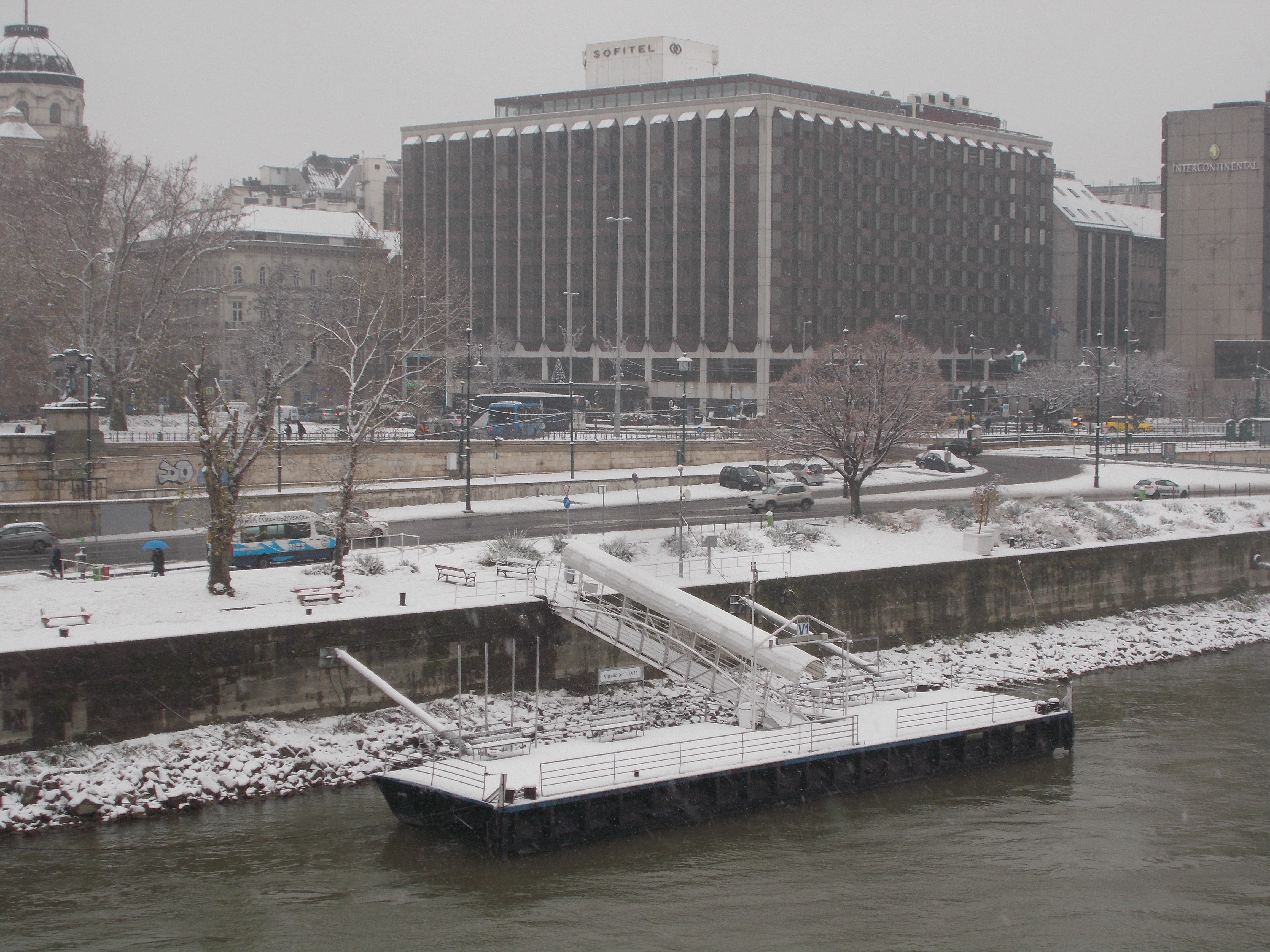
Ein blau-weißer Bus der Tamas-Darnyi-Schwimmschule (2019 in Budapest)

Der 1,86 m große Tamás Darnyi schwamm für den Verein Újpesti TE. Er war zwischen 1986 und 1992 fünfmal Sportler des Jahres in Ungarn, dreimal (1987, 1988 und 1991) Schwimmer des Jahres in Europa und zweimal (1987, 1991) Welt-Schwimmer des Jahres. Im Jahr 2000 wurde er in die Ruhmeshalle des internationalen Schwimmsports aufgenommen. Tamas Darnyi gründete nach seiner aktiven Laufbahn einen eigenen Sportverein mit angeschlossener Schwimmschule in Budapest.